# Ródium(II)-acetát
A ródium(II)-acetát a Rh2(CH3CO2)4 kémiai képlettel rendelkező vegyület. Ez a sötétzöld por poláris oldószerekben, mint a vízben, gyengén oldódik. Katalizátorként alkalmazzák alkének ciklopropanálásához.

## Előállítása
A ródium(II)-acetátot leggyakrabban hidratált ródium(III)-klorid ecetsavban (CH3COOH) való hevítésével állítják elő.

## Felépítése
A ródium(II)-acetátban egy pár ródiumatom van, amelyek egy-egy vízmolekulához, négy, az acetátcsoportokhoz tartozó oxigénhez, valamint egymáshoz kapcsolódnak, egy 239 pm hosszúságú Rh−Rh kötéssel. A víz adduktum kicserélhető, és számos Lewis-bázis kapcsolódhat a helyekre. A réz(II)-acetát és a króm(II)-acetát vegyületek hasonló szerkezettel rendelkeznek.

## Reakciók
A diródium-tetraacetát számos reakcióban alkalmazható, kötésekbe való beillesztésnél, vagy alkének és aromás vegyületek ciklopropanálásakor. Szelektíven köti a ribonukleozidokat (a dezoxiribonukleozidokkal szemben) úgy, hogy a 2-es és 3-as −OH csoportjuknál kötődik hozzájuk. A ródium(II)-acetát dimer, a réz(II)-acetáthoz hasonlítva reakcióképesebb és alkalmasabb a ribonukleozidok és dezoxiribonukleozidok megkülönböztetésére, mert oldható vízben, míg a réz(II)-acetát nem.

### Kiválasztott katalitikus reakciók
A diródium-tetraacetátot használják még katalizátorként C−H, N−H, S−H és O−H kötésekbe való beillesztéshez.
1. Ciklopropanálás
2. Aromás cikloaddíció

A ródium-acetát katalizálja a kétkomponensű cikloaddíciót és a háromkomponensű 1,3-dipoláris cikloaddíciót is.
3. C−H beillesztés
4. Alkoholok oxidációja
5. X−H beillesztés (X = N, S, O)

## Fordítás
Ez a szócikk részben vagy egészben  a   Rhodium(II) acetate című angol Wikipédia-szócikk ezen változatának fordításán alapul.  Az eredeti cikk szerkesztőit annak laptörténete sorolja fel. Ez a jelzés csupán a megfogalmazás eredetét és a szerzői jogokat jelzi, nem szolgál a cikkben szereplő információk forrásmegjelöléseként.